# Station Będzin Ksawera
Station Będzin Ksawera is een spoorwegstation in de Poolse plaats Będzin.